# Oilton, Texas
Oilton là một nơi ấn định cho điều tra dân số (CDP) thuộc quận Webb, tiểu bang Texas, Hoa Kỳ. Năm 2010, dân số của nơi này là 353 người.

## Dân số
- Dân số năm 2000: 310 người.
- Dân số năm 2010: 353 người.